# Enterprise (Missisipi)
Enterprise – miasto w Stanach Zjednoczonych, w stanie Missisipi, w hrabstwie Clarke.